# 河合克行
もしかして
- 河井克行

ではありませんか？